# خبق جنوبي
خبق جنوبي (الاسم العلمي: Chara australis) هو نوع من الطحالب الخضراء يتبع جنس الكارا من فصيلة الكارية.
سمي هذا النوع بالجنوبي (باللاتينية: australis) نسبة إلى النصف الجنوبي للكرة الأرضية.